# Cyrille Thièry
Cyrille Thièry (Lausana, 27 de setembre de 1990) és un ciclista suís que s'ha especialitzat en el ciclisme en pista.

## Palmarès en pista
- 2010
  - 1r als Quatre dies de Nouméa (amb Anthony Dubain)
- 2011
  -  Campió d'Europa sub-23 en Madison (amb Silvan Dillier)
  -  Campió de Suïssa de Persecució per equips
- 2012
  -  Campió de Suïssa de Madison (amb Théry Schir)
- 2014
  -  Campió de Suïssa de Persecució per equips

## Palmarès en carretera
- 2008
  - 1r al Gran Premi Rüebliland i vencedor de 2 etapes
- 2016
  - 1r a la Milà-Tortona
- 2018
  - Vencedor d'una etapa a la Rás Tailteann